# Kalevi Laurila
Kalevi Johannes Laurila (* 5. Dezember 1937 in Sääksmäki; † 13. April 1991 in Kangasala) war ein finnischer Skilangläufer.

## Werdegang
Laurila, der für den Tampereen Poliisi-Urheilijat startete, trat international erstmals bei den Nordischen Skiweltmeisterschaften 1962 in Zakopane in Erscheinung. Dort gewann er die Silbermedaille mit der Staffel. Im März 1962 wurde er beim Holmenkollen Skifestival Siebter über 50 km. Bei den Olympischen Winterspielen 1964 in Innsbruck holte er die Silbermedaille mit der Staffel. Zudem belegte er dort den neunten Platz über 15 km und den sechsten Rang über 30 km. Im März 1964 errang er bei den Lahti Ski Games den dritten Platz über 50 km. Zwei Jahre später gewann er bei den Weltmeisterschaften in Oslo jeweils die Silbermedaille über 30 km und mit der Staffel. Außerdem wurde er dort Fünfter über 15 km. Anfang März 1966 siegte er beim Lahti Ski Games über 15 km. Im folgenden Jahr gewann er den 30-km-Lauf bei den Svenska Skidspelen. Bei den Olympischen Winterspielen 1968 in Grenoble holte er die Bronzemedaille mit der Staffel. Zudem kam er dort auf den 11. Platz über 50 km, auf den sechsten Rang über 30 km und auf den vierten Platz über 15 km. Beim Holmenkollen-Skifestival im März 1969 wurde er Vierter im 50-km-Lauf. Im folgenden Jahr gelang ihn beim Holmenkollen-Skifestival der fünfte Platz über 50 km und bei den Lahti Ski Games der zweite Platz über 15 km. Seinen letzten internationalen Auftritt hatte er bei den Nordischen Skiweltmeisterschaften 1974 in Falun. Dort belegte er den vierten Platz mit der Staffel. 
Bei den finnischen Meisterschaften siegte Laurila viermal über 15 km (1967, 1968, 1970, 1974), zweimal über 30 km (1966, 1968) und einmal über 50 km (1967). Während und nach seiner Skilanglaufkarriere arbeitete er als Polizist in Tampere.